# Saint-Lieux-Lafenasse
Saint-Lieux-Lafenasse är en kommun i departementet Tarn i regionen Occitanien i södra Frankrike. Kommunen ligger i kantonen Réalmont som tillhör arrondissementet Albi. År 2018 hade Saint-Lieux-Lafenasse 458 invånare.

## Befolkningsutveckling
Antalet invånare i kommunen Saint-Lieux-Lafenasse
| Referens: INSEE |